# Jelas-mező
A Jelas-mező (horvátul: Jelas polje) Horvátország egyik tájegysége. A Száva, az Orljava, a Glovovica és a Dilj-hegység között elterülő síkság része.

## Leírása
A mező kiterjedése 294 km². Vízzel elárasztott, mocsaras föld, amelyen keresztül a Mrsunja-folyó folyik. Számos tavat foglal magában, melyek 2300 hektáron terülnek el és amelyekben pontyot és más halfajokat tenyésztenek. A szántóföldjeinek nagy részét visszahódították a víztől és termékeny talajjá alakították át. Itt gabonaféléket, takarmány- és ipari növényeket termesztenek. Jelentős az állatállomány is. 

## Állatvilág
A Jelas-mező több mint 230 madárfajnak ad otthont (kanalasgém, bakcsó, szürke gém, folyami sirály, közönséges csér, gólya, rétisas, vadkacsa, vöcsök, nádiposzáta stb.), és a vándormadarak számára is jelentős állomás. Jelentős bevételi forrás a vadászat (szarvas, őz, vaddisznó stb.)